# Вьерзон (округ)
Вьерзон (фр. Vierzon) — округ (фр. Arrondissement) во Франции, один из округов в регионе Центр (регион Франции). Департамент округа — Шер. Супрефектура — Вьерзон.
Население округа на 2006 год составляло 72 044 человек. Плотность населения составляет 41 чел./км². Площадь округа составляет всего 1767 км².